# Pilotrichella elongata
Pilotrichella elongata là một loài Rêu trong họ Meteoriaceae. Loài này được (Mitt.) A. Jaeger mô tả khoa học đầu tiên năm 1877.